# Can Coma (Maià de Montcal)
Can Coma és un mas damunt d'un pujol a recés de l'església de Santa Maria de Jonqueres al municipi de Maià de Montcal (Garrotxa). És de planta rectangular i ampli teulat a dues aigües amb els vessants vers a les façanes principals. Disposa de baixos, amb diverses portes d'ingrés que menen a les quadres i corts. Les obertures són molt reduïdes i de forma quasi espitllerada. El primer pis té accés directa des de l'exterior, tant per la façana de ponent, gràcies a una escala sostinguda per tres arcades, com per la de tramuntana a través d'una senzilla escala de pedra amb pocs graons. L'edifici disposa d'unes petites golfes. Can Coma va ser bastit amb carreus pocs treballats, llevat dels emprats per fer els cantoners i les boniques obertures amb reixes. L'estat de conservació és lamentable i totalment descuidat. Per les dades extretes de les llindes sabem que el mas fou bastit o potser molt ampliat en el decurs del segle xviii. La façana de ponent presenta una destacable construcció en forma de garita que potser va tenir la funció defensiva en els primers moments, però, després fou adaptada com a colomar.
Llindes:
- Porta principal, a la façana de ponent: "1786"
- En un pedra cantonera, entre les façanes de ponent i migdia, hi ha inscrit: " ME FESIT ADIFICAR YOANNES COMAS PER"
- En una pedra de la façana de ponent es pot llegir: "JOAN COMAS ME FECIT ALS 28 DE FABRE 1781"
- La façana de migdia té un rellotge de sol amb la data 1948